# Ralph Buchanan
Pour les articles homonymes, voir Buchanan.
Ralph Leonard Buchanan, dit Bucky, (né le 28 décembre 1922 à Montréal au Canada — mort le 24 avril 2005) est un joueur canadien de hockey sur glace qui évoluait au poste d'ailier droit.
Il a joué pour les Rangers de New York de la LNH.
Son fils, Ron Buchanan, a aussi été un joueur professionnel de hockey sur glace.